# Stakeout (Band)
Stakeout ist eine Berliner Band, die nach eigenen Angaben „FunPunkPopAlternativeRock mit gelegentlichen Offbeat-Ausflügen“ mit deutschsprachigen Texten macht.

## Geschichte
Die Gruppe ging Ende 2002/Anfang 2003 zu Teilen aus der Band „Stubenrocker“ hervor. Stakeout besteht heute aus Thomas Martiens (Gitarre, Gesang), Sören Diedrich (Gitarre, Gesang), Daniel Ludewig (Bass, Gesang) und Hänka (Schlagzeug).
Stakeout erspielt sich seit Jahren durch zahlreiche Livegigs in ganz Deutschland eine treue Fangemeinde, was auch die Aufmerksamkeit von verschiedenen Plattenfirmen, Magazinen und Radiostationen nach sich zog.
Die Band veröffentlichte zahlreiche Alben und EPs in Eigenregie, bevor sie sich entschloss, mit Freunden ein eigenes Label namens Volksmusike zu gründen.
Die erste offizielle LP für dieses Label wurde 2005 unter dem Namen „Wes Kind ich ess, des Fahrrad ich klau“ veröffentlicht. Die Platte wurde in Berlin von Ron Thiele (u. a. Dreadful Shadows) aufgenommen und produziert.
Anfang Mai 2006 fand sich die Band zu Aufnahmen neuer Stücke in den Preußen-Tonstudios im Berliner Stadtteil Kreuzberg ein, in denen schon Bands wie Die Ärzte, Abwärts oder Zeraphine gearbeitet haben. Als Produzent fungierte Thommy Hein, der bereits Stakeouts viertes Album „Wes Kind ich ess, des Fahrrad ich klau“ gemastert hatte. Allerdings wurde bisher nur ein Song aus dieser Session („Ein halbes Schwein vom Grill“) als B-Seite auf der Single „Zuviel Auswahl“ veröffentlicht.
Zwischen Oktober und Dezember 2007 nahm die Band zusammen mit Produzent Uwe Sabirowsky (Beatsteaks, Donots, Gods of Blitz) in den Kölner Mini-Rock-Studios eine neue 16 Songs umfassende LP auf, die am 25. Juli 2008 erschien und „Meet the - Cut the“ heißt.
Von Oktober 2009 bis Januar 2010 erfolgten dann im Studio Kinski in Berlin die Aufnahmen für das sechste Studioalbum „Geschenk an die Welt“, das 15 Songs enthält, am 22. Juli 2010 im Sage Club in Berlin präsentiert und am 28. Juli 2010 veröffentlicht wurde. Ins Studio wurden auch Gastmusiker eingeladen, sodass neben der Standardbesetzung auch Trompete, Akkordeon und Cello bei einigen Songs zu hören sind.

## Diskografie

### Singles
- 2007: Zuviel Auswahl
- 2008: Heulesteffi
- 2008: Am Ende
- 2009: Ponys für alle
- 2009: Stillstaatsvertreter (Promo-Single)

### EPs
- 2001: Ganz sehr wo?! (noch als Stubenrocker)
- 2003: Dies ist eine schöne EP
- 2007: Die Ganzkörper – EP
- 2009: Am Ende
- 2010: Kein Wetter (zum Spazieren gehen)

### Alben
- 2001: Kein guter Beitrag (noch als Stubenrocker)
- 2002: Ist nicht echt
- 2004: Comeback des Jahrhunderts
- 2005: Wes Kind ich ess, des Fahrrad ich klau
- 2008: Meet The Cut The
- 2010: Geschenk an die Welt